# Comuna Boratîn, Luțk
Boratîn (în ucraineană Боратин) este o comună în raionul Luțk, regiunea Volînia, Ucraina, formată din satele Boratîn (reședința), Holîșiv, Novostav și Rovanți.

## Demografie
Componența lingvistică a satului Boratîn
     Ucraineană (99,07%)
     Alte limbi (0,92%)
Conform recensământului din 2001, majoritatea populației satului Boratîn era vorbitoare de ucraineană (99,07%), existând în minoritate și vorbitori de alte limbi.